# Adrien Boichis
Adrien Boichis (* 2. Januar 2003 in Aix-en-Provence) ist ein französischer Radrennfahrer, der im Straßenradsport und im Cross-Country aktiv ist.

## Sportlicher Werdegang
Seine sportliche Karriere im Radsport begann Boichis auf dem Mountainbike im Cross-Country. 2021 wurde er französischer Junioren-Meister im olympischen Cross-Country XCO, im Anschluss gewann er bei den Mountainbike-Weltmeisterschaften 2021 den Titel im Cross-Country der Junioren sowie mit dem französischen Team in der Cross-Country-Staffel.
Mit dem Wechsel in die U23 wurde Boichis 2022 Mitglied im Team Trinity Racing, wo er sowohl im Continental Team, im MTB-Team als auch im Cyclocross-Team registriert war, sein Schwerpunkt aber weiterhin im Cross-Country lag. Nachdem er in seiner ersten U23-Saison ohne internationale Spitzenplatzierungen geblieben war, etablierte er sich 2023 unter den weltbesten U23-Fahrern. Neben dem nationalen Titel wurde er Europameister und Vizeweltmeister im Cross-Country XCO. Im Mountainbike-Weltcup stand er bei 14 der 16 U23-Rennen im Short-Track und im olympischen Cross-Country auf dem Podium, siebenmal davon als Sieger. Damit sicherte er sich auch die Gesamtwertung sowohl im Short-Track als auch im Cross-Country.
In die Saison 2024 starte Boichis mit Chancen, sich für die Olympische Sommerspiele in Paris zu qualifizieren. Bei den ersten Weltcup-Rennen der Saison 2024 in Brasilien zog er sich jedoch eine Erkrankung zu, die ihn in der Folge schwächte und ab Mai zu einer kompletten Rennpause zwang.
Zur Saison 2025 wechselte Boichis zum MTB-Team Specialized Factory Racing, parallel dazu wurde er Mitglied im Straßenradsportteam Red Bull-Bora-hansgrohe Rookies, das auch mit Fahrrädern der Marke Specialized ausgestattet wird. Nach eigenen Angaben möchte er je zur Hälfte auf der Straße und im MTB Rennen bestreiten. Seinen ersten Erfolg erzielte er auf der Straße mit dem Gewinn der Gesamtwertung der Istrian Spring Trophy, gleichzeitig der erste Sieg für die Red Bull-Bora-hansgrohe Rookies überhaupt.

## Erfolge

### MTB
2021
- Weltmeister – Cross-Country XCO (Junioren)
- Weltmeister – Cross-Country-Staffel XCR (mit Mathis Azzaro, Léna Gérault, Tatiana Tournut, Line Burquier und Jordan Sarrou)
- Französischer Meister – Cross-Country XCO (Junioren)

2023
- Weltmeisterschaften – Cross-Country XCO (U23)
- Weltmeisterschaften – Cross-Country-Staffel XCR (mit Julien Hemon, Loana Lecomte, Line Burquier, Anaïs Moulin und Jordan Sarrou)
- Französischer Meister – Cross-Country XCO (U23)
- Europameisterschaften – Cross-Country XCO (U23)
- Europameisterschaften – Short-Track XCC (U23)
- Europameisterschaften – Cross-Country-Staffel XCR  (mit Julien Hemon, Noémie Garnier, Line Burquier, Anaïs Moulin und Mathis Guay)
- Gesamtwertung und fünf Rennen U23-Weltcup – Short-Track
- Gesamtwertung und zwei Rennen U23-Weltcup – Cross-Country

### Straße
2025
- Gesamtwertung Istrian Spring Trophy